# Punjab (region)

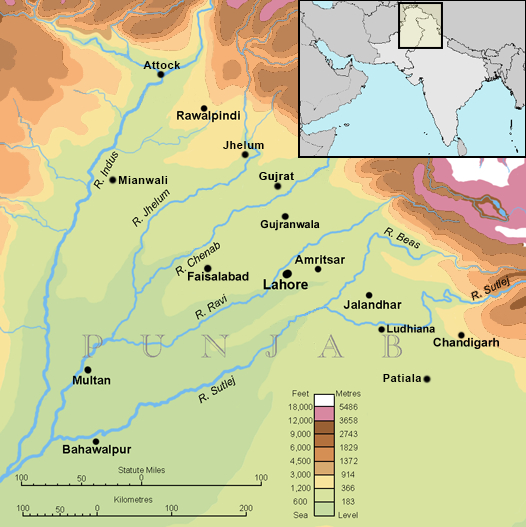
Topografisk karta över Punjab

Punjab är en region i nordvästra delen av den indiska subkontinenten. Sitt namn har landet av de fem (persiska panj = fem) floder, vilka alla rinner upp i Himalaya och slutligen, förenade till en ström, rinner ut i Indus. 
Punjab har under historien bebotts av olika folk, blivit platsen för folkvandingar och erövringar och hört till olika riken. Därmed har området påverkats av en rad olika kulturer, bland dem den indoeuropeiska vedakulturen, persisk och hellenistisk kultur,  indisk buddhism, kinesisk och centralasiatisk kultur, arabisk islam och den brittiska kolonialmaktens kultur.

## Geografi
De fem floder som givit området dess namn är Jhelum, Chenab, Ravi, Beas och Sutlej. Genom dessa floder delas landet i fem delar, doáb (av do, "två", och ab, "vatten"), nämligen Sind Sagar mellan Indus och Jhelum, Jech mellan Jhelam och Chenab, Rechna mellan Chenab och Ravi, Bari mellan Ravi och den förenade Beas-Sutlej samt Jalandhar mellan Bias och Sutlej.
Området består av ett bördigt slättland utan klart definierade gränser. I norr finns en naturlig avgränsning genom bergskedjorna Himalaya och Pamir och i väster genom Hindukush och dess utlöpare Sulaimanbergen. I söder övergår slätten till halvöken. I nordvästra delen av Punjab sträcker sig bergskedjan Salt range i väst-östlig riktning.

## Historia

### Förhistorisk och tidig historisk tid
I Punjab fanns subkontinentens tidigasta kända stenålderskultur, som kallas Soankulturen efter en av Indus bifloder. De redskap man har funnit där beräknas vara mellan 200 000 och 400 000 år gamla. Under bronsåldern (ca 2500–1700 f.Kr.) fanns här den högstående Induskulturen, även kallad Harappakulturen efter en av dess tidigast utgrävda städer.
Från cirka 2000 f.Kr. invandrade människor som talade indoariska språk, de så kallade arierna, till indiska halvön från nordväst. Detta inledde den vediska perioden då vedaskrifterna tillkom och lade grunden till hinduismen och andra kulturella aspekter av det tidiga indiska samhället. Under den vediska tiden skapades kungadömen med olika grad av dominans över området. Ett av dem var Gandhara i nordväst. Det erövrades  år 515 f.Kr. av den persiske storkonungen Darius I som därmed utsträckte det persiska väldet till strax öster om Indus. Det stora riket bestod av provinser styrda av satraper (lydkonungar) och Gandhara blev en av dem med sitt centrum nära nuvarande Rawalpindi.

### Klassisk tid (cirka 300 f.Kr.–500 e.Kr.)
År 334 f.Kr. inledde den makedonske kungen Alexander den store sitt stora fälttåg mot det persiska väldet. Vid det persiska rikets östra gräns i Punjab fanns ett indiskt rike vars kung Poros gjorde motstånd när Alexander ville fortsätta österut. Poros besegrades 326 f.Kr. vid slaget vid Hydapses men fick behålla sitt rike som en lydkonung under Alexander. Därefter vände Alexander och hans här tillbaka mot väster, och Alexander dog under återtåget år 323 f.Kr. Efter hans död delades hans rike och hans general Seleukos tog kontroll över de östra delarna. Snart därefter etablerades det indiska Mauryariket med centrum i nuvarande Bihar. Genom strider och landköp lade Maurya under sig en stor del av den indiska subkontinenten inklusive de delar av Punjab som hade erövrats av Alexander. Efter att dess kung Ashoka på 200-talet f.Kr. övergått till buddhismen blev Gandhara, och speciellt städerna Peshawar och Taxila, ett viktigt centrum för buddhistisk konst och lärdom.
År 206 f.Kr. erövrades Punjab av det hellenistiska Selukiderrikets härskare Antiochus III och ungefär 25 år senare erövrades området av  det grekisk-baktriska riket med centrum i nuvarande norra Afghanistan. Omkring 170 f.Kr. delades riket och Punajab blev en del av  det indo-grekiska riket. Detta rike – eller snarare en grupp inbördes konkurrerande indo-grekiska kungadömen – behöll makten i området tills några årtionden e.Kr. Trots sin kortvarighet var det hellenistiska indo-grekiska riket av stor betydelse i kulturellt avseende. Grekisk och indisk kultur kom här i beröring med varandra. Framför allt fick den grekiska konsten inflytande på den indiska. Det uppstod nu en grekisk-buddhistisk konst i Gandhara, en hellenistisk provinskonst uppfylld av indiska motiv. Det indiska dramat uppvisar hädanefter drag som påminner om det grekiska skådespelet, och grekisk scenteknik tycks ha fått genomslag i Indien.
Under sista århundradet f.Kr. nåddes Punjab och andra delar av nordvästra Indien av erövrare från Kushandynastin, som ursprungligen kom från sydvästra Kina och som hade sin bas i centralasiatiska Samarkand. Kushanriket nådde sin höjdpunkt under 100-talet e.Kr. och under denna tid var Gandhararegionen dess centrum.  Deras mest kände kung var Kanishka, som regerade kring 100 e.Kr. Under hans tid hölls det fjärde buddhistiska konciliet där buddhismens "nordliga kanon" (mahayana) tillkom. Kushanariket drev en stor handel med romarriket, Kina och Persien, vilket också innebar kulturella influenser.
Från slutet av 200-talet e.Kr dominerades området av Guptariket, som hade sitt centrum i Bihar. Från 455 invaderades norra Indien av det centralasiatiska folket heftaliter, vilket inledde en tid av oro och strider. Guptariket försvagades och upphörde c:a 550, och heftaliterna besegrades c:a 562. 

### Medeltid 500–1526
Den islamiska expansionen under 600- och 700- talen nådde fram till Punjab men lyckades inte få fotfäste där. Från c:a 800-talet e.Kr. dominerades Nordindien i stället av ett antal hinduiska rajputdynastier.
Om kring år 1000 erövrades Indusdalen och omkringliggande områden av de de muslimska dynastierna Ghaznaviderna och Ghuriderna (1100–1200-tal), båda med sitt ursprung i  nuvarande Afghanistan. Därmed inleddes en period av muslimsk överhet över området. Efter den siste Ghur-härskarens död 1210 utropade sig en av hans generaler till sultan i Delhi. Hans dynasti och fyra följande kallas med ett samlingsnamn Delhisultanatet och behärskade norra delen av Indien fram till 1526. Sultanatets tid betecknas som en kulturell renässans med fruktbart utbyte mellan den inhemska hinduiska kulturen och de nya härskarnas islam. 
I slutet av 1300-talet invaderades Nordindien av Timur Lenks mongoliska arme. De lade under sig Punjab och plundrade Delhi 1398. Dehlisultanatet lyckades därefter fördriva erövrarna, som därmed inte kunde etablera sig i Indien. 

### Tiden från 1526
1526 erövrades Punjab och Delhi av mogulfursten Babur, som härstammade från både Djingis Khan och Timur Lenk. Han grundade Mogulriket, som sedan gradvis utvidgades så att det täckte stora delar av subkontinenten.  Under Akbar den store (regeringstid 1556–1605) upplevde Indien mycket kulturell och ekonomisk framgång samt religiös harmoni. Akbar var ursprungligen muslim, men blev så småningom i religiöst hänseende eklektiker. Riket nådde sin största utsträckning 1688 under stormogulen Aurangzeb och började minska i omfång och betydelse efter hans död 1707. 
På 1500-talet grundades den nya religionen sikhism i Punjab, och sikhernas heliga stad Amritsar grundlades. Under 1600-talet stred sikhernas ledare med mogulhärskarna om makten över Punjab. Den persiska kejsaren Nader Shah gick in i Punjab och plundrade Delhi 1739 och det nybildade (1747) afghanska rikets härskare Ahmed Durrani gick över Indus 1748 och 1756, erövrade Punjab och plundrade Delhi 1760. Sikherna bekämpade perserna och afghanerna och bildade 1799 ett sikhiskt rike i Punjab.  1848-1849 utkämpades andra sikhkriget mellan sikhiska riket och Brittiska Ostindiska Kompaniet. Det resulterade i att det brittiska kompaniet annekterade Punjab. 
1858 tog brittiska kronan över kontrollen över de brittiska besittningarna i Indien och från 1858 till 1947 var Punjab en provins inom Brittiska Indien, med Lahore som huvudstad. Hela området låg dock inte under direkt brittiskt styre, utan där fanns ett 40-tal vasallstater styrda av lokala furstar. Gränsen mellan Brittiska Indien och Afghanistan (Durandlinjen) upprättades provisoriskt 1893 och permanentades 1907 genom ett avtal mellan Ryssland och Storbritannien.
När britterna lämnade Indien 1947 delades Punjab mellan de två nybildade staterna Pakistan och Indien. Den större, västliga delen blev en provins i det muslimska Pakistan och den östliga delen blev en delstat i det sekulära men hindudominerade Indien. 

## Befolkning
Punjabs befolkning har huvudsakligen sysslat med jordbruk. Under den brittiska tiden var befolkningstätheten störst i områdets centrala del kring Lahore och Amritsar. Inflytelserika grupper, som jater och rajputs har bott i de bördigaste områdena medan andra grupper, till exempel gujarer och olika stamfolk har dominerat i mindre bördiga områden.
Det indoariska språket punjabi har utvecklats i området och är modersmål för de flesta av dess invånare.
Religiöst har området varit blandat. Både 1881 och 1941 var muslimerna den största religiösa gruppen, följt av hinduer och sihker. Muslimerna bodde främst i områdets västra del, och icke-muslimerna i den östra. Detta förstärktes kraftigt i samband med provinsens delning vid Indiens självständighet, då muslimer från både östra Punjab och övriga Indien flyttade till Pakistan samtidigt som icke-muslimer lämnade västra Punjab och flyttade till Indien.